# 亿滋国际
亿滋国际（NASDAQ：MDLZ）是一家美国食品公司。

## 历史
前身是美国第一、全球第二大的食品公司——卡夫食品。卡夫食品于2012年10月分拆为两家独立上市公司，一家是仍用原名，負責北美調理食品及雜貨業務的公司，現已和亨氏合併為卡夫亨氏；另一家是繼承全球零食業務的企业，为亿滋国际（Mondelēz International），情況如菲利普·莫里斯国际公司分拆手法一樣。
現時亿滋国际是世界知名的巧克力、饼干、口香糖、糖果、咖啡及固体饮料食品商。公司旗下拥有多个年收益10亿美元的品牌，如吉百利、Milka巧克力、雅可布咖啡、LU饼干、纳贝斯克与奥利奥饼干、菓珍固体饮料和Trident口香糖等。
亿滋国际的总部位于美国伊利诺伊州迪尔费尔德（Deerfield, Illinois）。截止2012年底，亿滋国际的净收入为350亿美元，在全球约有11万名员工，业务遍及165个国家和地区。公司是标准普尔500指数、纳斯达克100指数、道琼斯可持续发展指数及Ethibel可持续发展指数成份股。
亿滋国际英文名中的“Mondelēz”是一个由公司员工创造出的新词。“Monde”源自拉丁语中的“世界”一词，而“delez”是英语中“美味”（Delicious）的花哨说法。两者合成，代表公司想创造“美味世界”的想法。中文名“亿滋”则包含了“亿万好滋味”的意思。
2007年7月3日，億滋國際前身卡夫食品以53億歐元（72億美元）現金收購達能全球餅乾業務後，旗下的餅乾包括LU、王子、閑趣、甜趣等。其中LU餅乾是歐洲第一大暢銷餅乾品牌。
2010年1月19日，億滋國際前身卡夫食品同意以每股8.4英鎊，收購價包括5英鎊現金及0.1874股卡夫新股（2.65億股）換取1股吉百利股票總價值約117億英鎊（197億美元）收購吉百利。卡夫成功收購吉百利後，新組成的集團每年可以擁有銷售額500億美元，成為全球最大糖果生產商，市場佔有率達14.8%。
2013年7月1日，卡夫食品中国已完成名称变更的相关法律手续，即日起正式更名为亿滋中国（Mondelēz China）。更名后，公司业务及品牌组合将维持不变，包括饼干、糖果和口香糖、咖啡及固体饮料等品类。
2014年11月11日，亿滋国际以3.7億美元的價格收購了越南零食製造商京都食品80%的股份。
2015年5月6日，D.E Master Blenders 1753和億滋國際合併咖啡業務成立全球領先的純咖啡公司—JACOBS DOUWE EGBERTS ，新公司在歐洲、拉丁美洲和澳洲地區的18個國家中位列第一或第二，年收入超過50億歐元，僱用12000人，億滋將取得44%股權和38億歐元現金（约合42.16亿美元）
2016年8月16日，億滋國際斥資2億英鎊（约合2.594億美元）向英國Burton's Biscuit Co.收購吉百利餅乾業務，根據一項聯合生產協議，這些餅乾仍將繼續由Burton's Biscuit Co.的工廠負責生產。
2016年11月3日，JACOBS DOUWE EGBERTS以每股1.30元現金，斥資14.5億新元收購新加坡超級集團，
三大股東張騏牧(持股32.98%)、魏成輝(15.34%)、楊協成(11.69%)已經接受此項收購。
2017年12月11日億滋國際旗下聯營公司荷蘭JacobsDouweEgberts以每股3.18令吉，斥資14.7億令吉（3.61億美元）的收購舊街場股份有限公司

## 旗下公司
- 億滋中國：目前在北京、上海、苏州、广州和江门设有生产基地
- 納貝斯克
- 吉百利
- 越南京都食品80%
- 韓國東西食品Dongsuh Foods
- 荷蘭JacobsDouweEgberts44%
- 超級集團
- 舊街場
- KeurigDr Pepper14%
- 希臘Chipita
- 恩喜村(Evirth)72.3546%

## 旗下品牌
- 奧利奧餅乾
- 趣多多
- 鬼臉嘟嘟
- 太平梳打
- 麗滋Ritz
- 閑趣TUC
- 甜趣Tiki
- 樂趣
- 炫邁口香糖
- 可口系列
- 優冠
- 王子餅乾
- 焙朗早餐餅乾
- Peek Freans餅乾
- Dad's Cookies餅乾
- Lefèvre-UtileLU餅乾
- Chipicao餅乾
- 7Days牛角包
- Fineti
- Mikado餅乾
- Kinh Do 京都
- 妙卡巧克力
- 瑞士三角巧克力
- Terry's橙味巧克力
- 吉百利
- 怡口蓮
- 菓珍
- 荷氏薄荷糖
- 清至Trident口香糖
- Stride炫邁無糖口香糖
- TNCC果汁軟糖
- 麥斯威爾（不包括美國市場）
- Douwe Egberts咖啡
- jacobs咖啡
- tassimo咖啡
- senseo咖啡
- 超級咖啡

## 外部連結
- 亿滋国际官方网站 （页面存档备份，存于）
- Mondelez International的商業數據：  - Google
  - SEC filings
  - Yahoo!